# Músculo semitendinoso
El semitendinoso es un músculo del panorama posterior del muslo. Se origina con la cabeza larga del músculo bíceps femoral en la parte inferior y medial de la tuberosidad isquiática.

## Trayecto
Su vientre muscular desciende a lo largo del muslo, terminando en su mitad inferior donde origina un tendón largo, que se dispone sobre el semimembranoso y desciende hacia la rodilla anteriormente para insertarse en la superficie medial de la tibia, por detrás de la inserción del sartorio y del grácil (el semitendionoso forma junto a estos dos tendones la llamada pata de ganso superficial). La pata de ganso es una estructura tendinosa localizada a nivel de la rodilla, formado por la inserción de los tendones de tres músculos: recto interno o músculo grácil, sartorio y semitendinoso.

## Irrigación
La irrigación está cubierta principalmente por la arteria glútea inferior, las perforantes y algunas ramas de la arteria circunfleja femoral profunda.

## Relaciones
Cubierto por arriba por el glúteo mayor, se desprende luego de él para hacerse superficial. Cubre el tercer aductor y el semimembranoso. Por fuera es contiguo al bíceps y se separa de él para formar el lado interno y superior del rombo poplíteo.

## Acciones
El músculo semitendinoso es biarticular; actúa sobre la articulación de la cadera y la articulación de la rodilla. En la cadera extiende el muslo y en la rodilla flexiona la pierna. Además actuando conjuntamente con el semimembranoso, rota en sentido medial las dos articulaciones. El semitendinoso está inervado por la división tibial del nervio ciático.
En ocasiones es utilizado como plastia, de forma aislada o conjuntamente con el tendón del músculo grácil o recto interno, para sustituir al ligamento cruzado anterior mediante artroscopia.